# Mạ sưa
Mạ sưa hay còn gọi quắn hoa Đài Loan (danh pháp khoa học: Helicia formosana) là một loài thực vật có hoa trong họ Quắn hoa. Loài này được Hemsl. miêu tả khoa học đầu tiên năm 1891.